# Granhults landskommun
Granhults landskommun var en tidigare kommun i Kronobergs län.

## Administrativ historik
När 1862 års kommunalförordningar trädde i kraft bildades i denna landskommun i Granhults socken.
År 1916 lades den samman med Nottebäcks landskommun till Nottebäck med Granhults landskommun.
Sedan 1971 tillhör området Uppvidinge kommun.